# 三正
三正（さんせい）とは、中国戦国時代に唱えられた「中国暦の年始（正月・年界）をどこに置くか」についての3種類の考え方。

## 概要
夏正（かせい）・殷正（いんせい）・周正（しゅうせい）の総称であり、夏王朝・殷王朝・周王朝の暦（夏暦・殷暦・周暦）で用いられていた。12ヶ月に十二支を配当した物を「月建」という。春が建寅・建卯・建辰、夏が建巳・建午・建未、秋が建申・建酉・建戌、冬が建亥・建子・建丑の月となる。夏正は建寅月、殷正は建丑月、周正は建子月を正月とした。
| 月建 | 子                | 丑                | 寅                | 卯  | 辰  | 巳  | 午  | 未  | 申  | 酉   | 戌   | 亥   |
| ---- | ----------------- | ----------------- | ----------------- | --- | --- | --- | --- | --- | --- | ---- | ---- | ---- |
| 夏正 | 11月              | 12月              | 1月（年始：立春） | 2月 | 3月 | 4月 | 5月 | 6月 | 7月 | 8月  | 9月  | 10月 |
| 殷正 | 12月              | 1月（年始：大雪） | 2月               | 3月 | 4月 | 5月 | 6月 | 7月 | 8月 | 9月  | 10月 | 11月 |
| 周正 | 1月（年始：冬至） | 2月               | 3月               | 4月 | 5月 | 6月 | 7月 | 8月 | 9月 | 10月 | 11月 | 12月 |